# Vagrant Records
Vagrant Records ist ein US-amerikanisches Plattenlabel, das ursprünglich insbesondere auf Musiker aus den Bereichen Punk und Emo spezialisiert war. 2014 wurde das zuvor unabhängige Label von BMG übernommen.

## Geschichte
Gegründet wurde Vagrant Records 1992 vom Face-to-Face-Manager Rich Egan und seinem Freund Jon Cohen in Hollywood, Kalifornien. Auf der ersten größeren Veröffentlichung des Labels, einer Kompilation, fanden sich 1994 Bands wie Face to Face, Down by Law und Samiam. 1998 erschien das erste von Vagrant herausgebrachte Studioalbum, The Hurt Process von Boxer. Im selben Jahr erwies sich ein Livealbum von Face to Face mit über 80.000 verkauften Einheiten als erster größerer kommerzieller Erfolg.
Mit der Zeit wuchs die Firma auf mehr als ein Dutzend Mitarbeiter an. In Europa werden die Platten über Rough Trade vertrieben.
Neben den Alben einzelner Bands und Künstler veröffentlichte Vagrant auch eine Compilationserie. Diese erschien unter dem Namen Another Year on the Streets. Außerdem erschien über Vagrant 2005 eine Soundtrack-CD für das Computerspiel Tony Hawk’s American Wasteland, auf dem einige auf dem Label vertretene Bands sowie Gruppen wie My Chemical Romance, Rise Against und Thrice Punkrock-Klassiker von u. a. Black Flag, Minor Threat und den Bad Brains coverten.
Zum Zeitpunkt der Übernahme durch BMG im Jahr 2014 schätzte der Branchendienst Billboard den Umsatz des Labels auf dem US-Musikmarkt auf 5 Millionen US-Dollar.

## Bands und Künstler (Auswahl)
- Alexisonfire
- Alkaline Trio
- AlunaGeorge
- Black Rebel Motorcycle Club
- The Bled
- Boxer
- California Wives
- Dashboard Confessional
- Justin Townes Earle
- Eels
- Emanuel
- Face to Face
- From Autumn to Ashes
- The Get Up Kids
- The Hold Steady
- Hot Rod Circuit
- Koufax
- The Lemonheads
- Moneen
- PJ Harvey
- Saves the Day
- Senses Fail
- Thrice
- Paul Westerberg